# Piper sancti-felicis
Piper sancti-felicis är en pepparväxtart som beskrevs av William Trelease. Piper sancti-felicis ingår i släktet Piper och familjen pepparväxter. Inga underarter finns listade i Catalogue of Life.